# Алексич, Иван
Иван Алексич (хорв. Ivan Aleksić, род. 6 марта 1993, Осиек) — хорватский футболист. Амплуа — защитник.

## Карьера
Алексич начал карьеру в футбольном клубе «Осиек». В 2011 году дебютировал в основном составе. В феврале 2015 года он перешёл на правах свободного агента в «Интер» (Запрешич). В августе 2015 года он оказался в клубе «Вишневац», уже в сентябре перешёл в «Новиград».
Выступал за все юношеские сборные Хорватии начиная с 15 лет и заканчивая 19. В 2013 году играл на чемпионате мира в составе хорватской сборной до 20 лет.